# 国际主义共产主义组织 (巴西)
国际主义共产主义组织（葡萄牙語：Organização Comunista Internacionalista），原名马克思主义左翼，是巴西的一个托洛茨基主义组织。该组织现在是革命共产国际的支部，但它成立时是作为第四国际 (重建国际中心)的支部。
2009年，该组织代表大会采纳了一份纲领性文件《左转，返回社会主义》。该组织原为劳工党的一个内部派别，后于2015年4月退出劳工党。该组织在“社会主义黑人运动”组织中占有主导地位。后来，该组织在社会主义和自由党内部活动。2023年11月4日—5日，该组织举行第八次全国代表大会，决定退出社会主义和自由党，并改名为“国际主义共产主义组织”。